# Знамя Труда (Самарская область)
Зна́мя Труда́ — посёлок в Нефтегорском районе Самарской области, входит в состав сельского поселения Богдановка.

## География
Посёлок расположен на левом берегу реки Чапаевка, на расстоянии примерно 31 км (по прямой) на запад-юго-запад от районного центра города Нефтегорск.

## Население
| 2010 |
| ---- |
| 4    |

Постоянное население составляло 13 человек (русские 92 %) в 2002 году, 4 человека в 2010 году.